# Trigemma infurcata
Trigemma infurcata är en tvåvingeart som först beskrevs av Hardy 1960.  Trigemma infurcata ingår i släktet Trigemma och familjen platthornsmyggor. Inga underarter finns listade i Catalogue of Life.